# Pragmopycnis pithya
Pragmopycnis pithya är en svampart som beskrevs av B. Sutton & A. Funk 1975. Pragmopycnis pithya ingår i släktet Pragmopycnis och familjen Helotiaceae.   Inga underarter finns listade i Catalogue of Life.